# Imperial (øl)
 For alternative betydninger, se Imperial (flertydig). (Se også artikler, som begynder med Imperial)
Imperial er et costaricansk ølmærke. Det produceres i dag af Florida Ice & Farm Company i Cervecería Costa Rica, og blev for første gang brygget i 1924. Imperial er landets mest populære ølmærke, og logoet, som er gul og rød med en sort ørn på, er blevet et kendt symbol i Costa Rica.